# Way Out West (jazzband)
Way Out West is een Australische jazzband, opgericht in 2001. Ze zijn ontstaan in de westelijke buitenwijken van Melbourne en staan bekend om hun ongebruikelijke instrumentatie, waaronder West-Afrikaans drums en veel traditionele Vietnamese snaarinstrumenten (dan tranh, dan nguyet, dan bau). De band heeft opgetreden tijdens grote internationale festivals zoals het Montreal Jazz Festival, Vancouver Jazz Festival en Veneto Jazz Festival. Hun tweede album Old Grooves for New Streets (2007) ontving vijfsterrenrecensies in Australië en een recensie van het Amerikaanse All About Jazz die zei: Zeker een kandidaat voor de beste publicatie van het jaar - ik hoop dat veel oren dit horen!. In 2009 won de band de Bell Award voor het «Australian Jazz Ensemble of the Year». The Sydney Herald merkte op: Dat deze exotische klanken zo goed samengaan met jazz is een mysterieuze Melbourne-alchemie.

## Bezetting
Huidige bezetting
- Peter Knight (trompet)
- Dung Nguyen (gemodificeerde e-gitaar, traditionele Vietnamese instrumenten)
- Paul Williamson (saxofoon)
- Ray Pereira (percussie)
- Howard Cairns (akoestische bas)
- Rajiv Jayaweera (drums)

Voormalige leden
- Dave Beck (drums)

## Discografie

### Albums
- 2003: Footscray Station
- 2007: Old Grooves for New Streets
- 2010: The Effects of Weather

Voor volledige discografie zie: Discografie van Way Out West.